# Porto Moniz
Porto Moniz là một huyện thuộc Vùng tự trị Madeira, Bồ Đào Nha. Huyện này có diện tích 83 km², dân số thời điểm năm 2001 là 2927 người.